# 1476
Cette page concerne l'année 1476  du calendrier julien. Pour l'année 1476 av. J.-C., voir 1476 av. J.-C.
L'année 1476 est une année bissextile qui commence un lundi.

## Évènements
- 11 janvier, Nancy : Charles le Téméraire entre en campagne contre les Suisses[1].
- 16 janvier-15 février : Mathias Corvin mène une campagne victorieuse contre Šabac, forteresse tenue par les Turcs qui menacent Belgrade[2].

- 13 février[3] : le chancelier hongrois Johann Beckensloer, brouillé avec Mathias Corvin, se réfugie auprès de l'empereur Frédéric III qui le nomme administrateur de l’évêché de Vienne et coadjuteur de l’évêque de Salzbourg. Bernhard von Rohr (de), archevêque en fonction, mis devant le fait accompli, fait appel à Mathias Corvin qui envahit la Carinthie, la Styrie et la Basse-Autriche[4].

- 1er mars, guerre de Succession de Castille : défaite du roi Alphonse V de Portugal contre les Castillans et les Aragonais à la bataille de Toro[5].

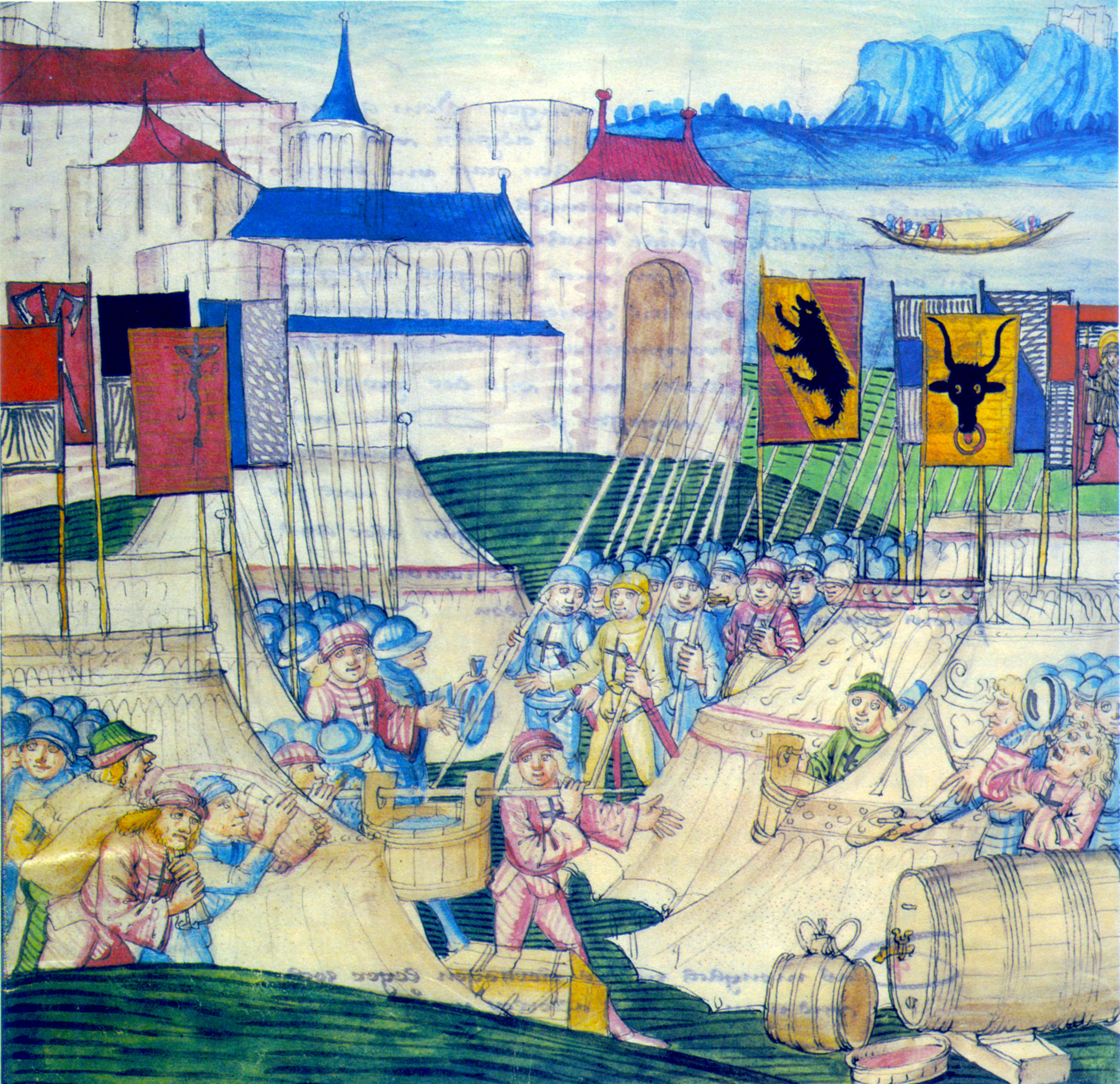
2 mars : pillage du camp bourguignon par les Suisses après la bataille de Grandson.

- 2 mars : Bataille de Grandson, victoire des Suisses sur Charles le Téméraire.

- Avril, Espagne : les Cortès de Madrigal instaurent un pouvoir fort en Castille. Création de la Santa Hermandad, union sacrée des villes contre le banditisme et les exactions des armées privées (1476-1498)[6].
  - Remise en ordre de la fiscalité : l’impôt indirect sur la consommation (alcabalas) permet au rois catholiques de se passer des impôts directs (servicio) consentis par les Cortès, qui sont de moins en moins souvent réunis[7].
  - Les Juifs pratiquants doivent porter des marques distinctives. Les communautés juives se voient retirer le droit de juger les affaires criminelles[8].

- Mai : Mehmet II marche contre la Moldavie, conjointement avec les Tatars de Crimée et les Valaques de Basarab III, vassaux des Ottomans[9].

- 22 juin : bataille de Morat, victoire des Suisses sur Charles le Téméraire[10].
- 27 juin : Yolande de France, sœur du roi de France Louis XI est enlevée à Gex par le capitaine du duc de Bourgogne, Olivier de La Marche, et emprisonnée au château de Rouvres en Bourgogne[11].

- 11 juillet : les envoyés d’Ahmad Khan somment Ivan III de Moscou d’apporter le tribut en personne au Khan à Saray, capitale de la Horde d'or. Ivan III refuse et renvoie les ambassadeurs accompagnés de son émissaire Matvej Bestuzev[9].
- 15 juillet : Giuliano della Rovere, futur pape Jules II, est nommé évêque de Coutances, (France)[12].
- 26 juillet : Étienne de Moldavie est écrasé à la bataille de Valea Albă (Războieni)[9]. Après son échec au siège de Cetatea Neamţului, le sultan est contraint à la retraite par la famine et la peste[13].

- 12 août : bataille du cap Saint-Vincent (Portugal) entre la flotte française du corsaire Guillaume de Caseneuve-Coulon qui tente de s'emparer sans succès d'un convoi génois de draps ; Christophe Colomb, sans doute confondu avec Coulon, aurait participé à la bataille et regagné les côtes portugaises à la nage[14].
- 15 août : les troupes transylvaines de Báthory et de Vlad Dracula attaquent alors les arrières turcs, puis marchent sur Târgovişte qui tombe le 8 novembre, puis sur Bucarest le 16 novembre[15].

- 8 septembre : mariage entre Louis II d'Orléans et Jeanne de France[16]. Louis XI contraint Louis d’Orléans à épouser sa fille dans le but d’éteindre sa lignée.

- 26 novembre : Vlad l’Empaleur remonte sur le trône de Valachie[17], mais Basarab III Laiotă cel Bătrân revient fin décembre avec l’aide des beys turcs du Danube[18]. Vlad est tué dans le combat. La peau de son visage, embaumée, est envoyée au sultan.

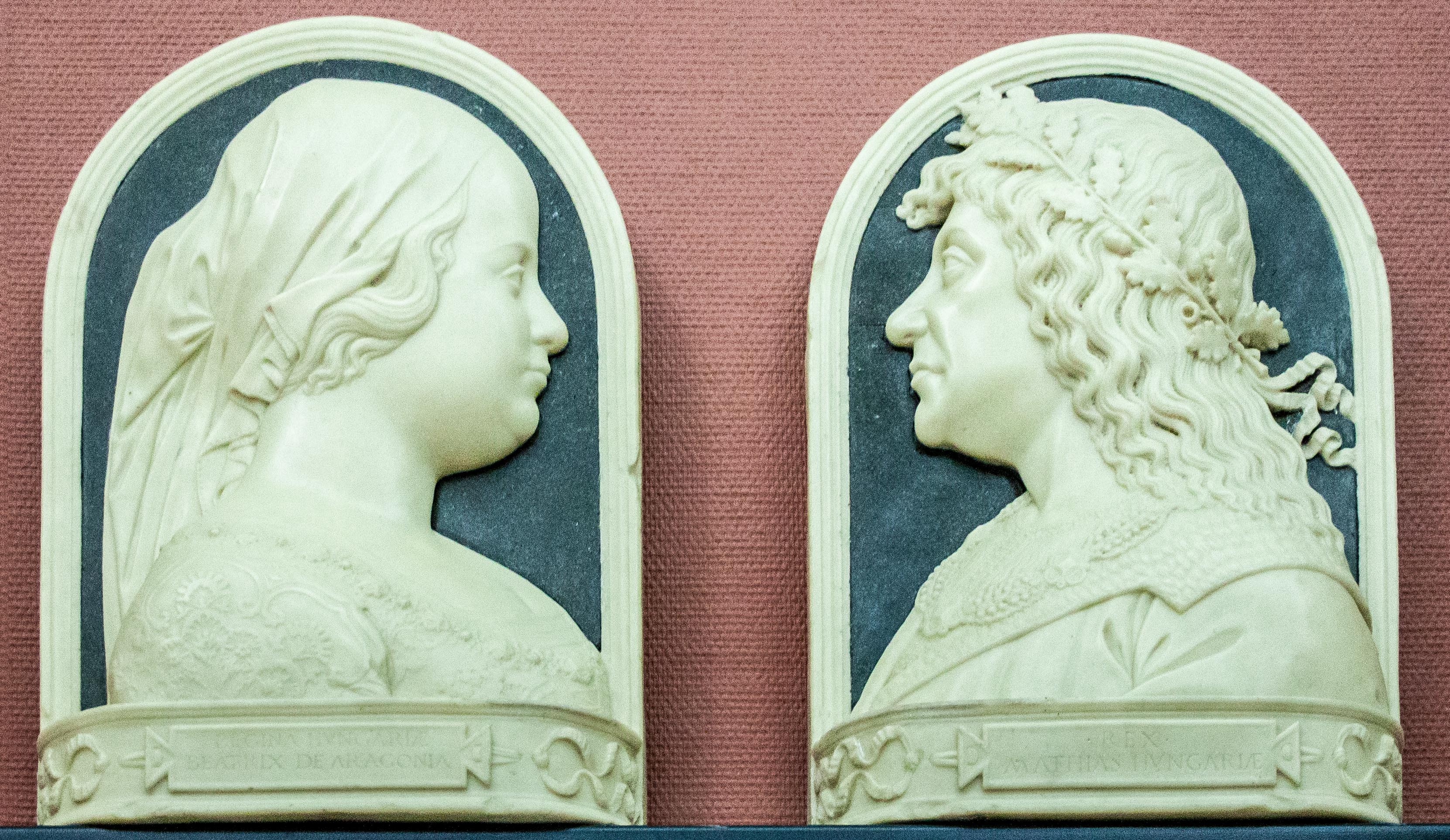
22 décembre : Béatrice d'Aragon et Mathias Corvin

- 22 décembre : Mathias Corvin épouse la fille du roi de Naples, Béatrice d'Aragon, couronnée le 12[19].

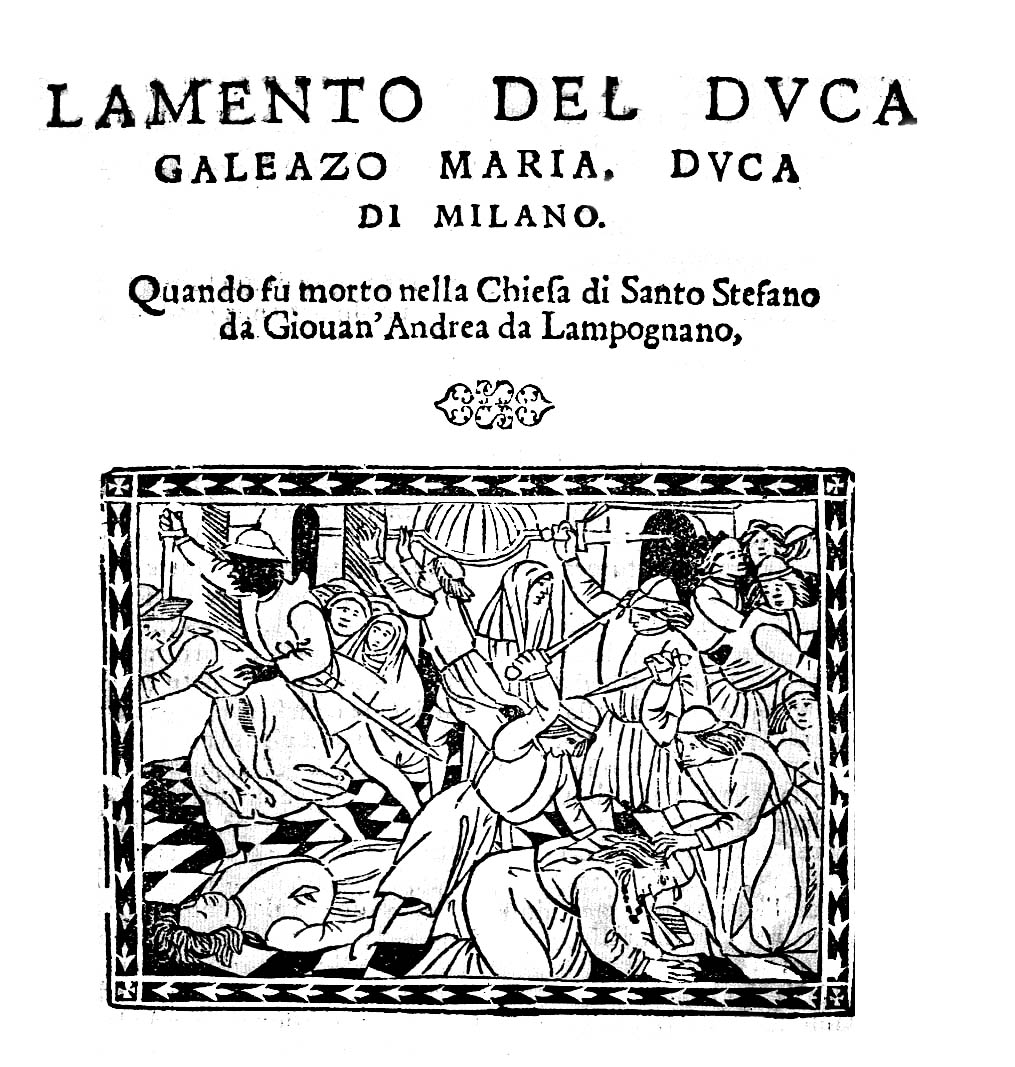
26 décembre : L'assassinat de Galéas

- 26 décembre : assassinat de Galéas Marie Sforza à Milan ; son frère Ludovic Sforza le More exerce la régence au nom de son neveu Gian-Galeazzo[20].

- Conquête de Chimú par les Incas, qui héritent de ses traditions culturelles[21]. Le cadre social y est le même, ainsi que la politique d’expansion territoriale et l’importance donnée au réseau de communication.
- Conférences à Halmstad consacrées à l’avenir de l’union de Kalmar (1476 et 1483) : d’excellent textes réglementaires sont rédigés, mais ils resteront lettre morte[22].
- Le roi de Danemark envoie une expédition au Groenland dirigée par le polonais Jean Scolnus[23].

## Naissances en 1476
- 29 janvier : Giuliano Bugiardini, peintre italien († 17 février 1555).
- 12 mars : Luca Gaurico, mathématicien, astronome - astrologue et évêque italien († 1536).
- 16 mars : Francisco Pizarro, conquistador espagnol, colonisateur du Pérou et vainqueur des incas.
- 28 juin : Paul IV (Gian Pietro Carafa), 223e pape de l'Église catholique († 1559)
- 1er octobre : Nicolas de Montmorency-Laval, dit Guy XVI de Laval, comte de Laval de 1500 à 1531, baron de Quintin et sire de Vitré († 1531).

- Date précise inconnue :
  - Niccolò Giolfino, peintre italien de l'école véronaise († 1555).
  - Jacopo Torni, peintre florentin († 1526).

- Vers 1476 :
  - Giovanni Battista Caporali, architecte et peintre italien († vers 1560).
  - Girolamo Genga, peintre maniériste et architecte italien († 11 juillet 1551).

- 1475 ou 1476 :
- Pierre Terrail de Bayard, à Pontcharra, en Dauphiné († 1524).

## Décès en 1476
- Juin : Francesco Calcagnini, homme politique et lettré italien.
- 6 juillet : Johann Müller, dit Regiomontanus, mathématicien, astronome et érudit allemand (Königsberg, 1436-Rome, 1476), l’un des premiers astronomes à considérer les comètes non comme des météores, mais comme des astres en mouvement et fondateur de la trigonométrie moderne.
- 19 juillet : Hans Böhm, le timbalier de Niklashausen, prédicateur allemand exécuté à Wurtzbourg.
- 26 décembre : Galéas Marie Sforza, duc de Milan, assassiné.
- Décembre : Vlad Tepes, (appelé aussi Vlad Dracula ou l'Empaleur), prince de Valachie.